# ونستون
ونستون (به انگلیسی: Wonston) یک محله مدنی و روستا در بریتانیا است که در وینچستر واقع شده‌است. ونستون ۱٬۲۸۳ نفر جمعیت دارد.